# دوروهوی
شهر دوروهوی (به رومانیایی: Dorohoi) در شهرستان بوتوشنی در کشور رومانی واقع شده‌است. جمعیت این شهر ۳۱٬۰۷۳ نفر  است.